# Tricolia retrolineata
Tricolia retrolineata là một loài ốc biển, là động vật thân mềm chân bụng sống ở biển thuộc họ Phasianellidae.

## Phân bố
- miền nam Mozambique[1]
- đông bắc South Africa[1]